# Petrovo
Petrovo (cyr. Петрово, wcześniej Bosansko Petrovo Selo) – miasto w Bośni i Hercegowinie, w Republice Serbskiej, siedziba gminy Petrovo. W 2013 roku liczyło 2049 mieszkańców.